# Universal Order of Armageddon
Universal Order of Armageddon was een invloedrijke emocore/screamo-band uit Baltimore (Maryland), die vanaf begin jaren 1990 bestond.

## Bezetting
- Colin Seven[4] (zang)
- Tonie Joy[5] (gitaar)
- Scott Malat (basgitaar)
- Brooks Headley (drums)

## Geschiedenis
Hoewel de band nog maar kort bestond, was het een van de meest stijlvormende bands voor latere zogenaamde screamo-bands. Het werd opgericht in 1992, waarbij sommige bandleden voor en na de band actief waren in tal van andere muzikale verenigingen. Neem bijvoorbeeld Tonie Joy, die vroeger speelde voor de emopioniers Moss Icon en Universal Order of Armageddon voor de hardcore punkband Born Against. In 1993 bracht de band hun eerste publicatie uit met de ep Symptom. Na een split met Born Against in hetzelfde jaar, volgden er in 1994 nog drie publicaties, voordat de band werd ontbonden. In 1996 werd de discografie van de bands samengevat op een cd.

## Stijl
De band speelt een hardere, meer experimentele emostijl, die in wezen aansluit bij de muziek van D.C. hardcore bands als Moss Icon. De band combineert chaotische, soms extreem kakofonische en aharmonische songpartijen in hun stijl met hardere, strakkere partijen. Het volume en de snelheid, evenals de uit de pas lopende, beschuldigende zang, verandert met bruut geschreeuw en schreeuwende tekstregels. Het geluid van de band zou het geluid van latere screamo-bands aanzienlijk moeten beïnvloeden.

## Discografie

### Ep's/splits
- 1993: Symptom 7"
- 1993: Split met Born Against, (7", Gravity 5 Records)
- 1994: A History Of Compassion And Justice? (7", Leguna Armada)

### Albums/12"
- 1994: The Switch Is Down 12"
- 1994: Self-Titled (12", Gravity 12 Records)
- 1996: Discography cd